# Marie Elisabeth av Wied
Marie Elisabeth av Wied (fullständigt namn Marie Elisabeth Charlotte Sophie Anna Pauline Luise Solveig), född 14 mars 1913 i Kristiania i Norge, död 30 mars 1985 i Augsburg i Västtyskland, var en svensk barnboksförfattare och kosmetolog. Hon umgicks med det svenska kungahuset och fann inspiration att skriva sin första barnbok ur sitt berättande för framförallt prinsessan Christina, fru Magnusson.

## Bakgrund och uppväxt
Marie Elisabeths far Victor av Wied var prins och modern Gisela var född grevinna zu Solms-Wildenfels. Genom faderns släkt hade Marie Elisabeth band till såväl det svenska som det nederländska kungahuset. Fadern var vid tiden för hennes födsel legationsråd för Tyskland i Kristiania. Han bytte 1919 tjänstgöringsort till Stockholm och fortsatte senare till Budapest. Han gick tidigt in i det tyska nazistpartiet och umgicks nära med flera av topparna i rörelsen. Efter nazisternas maktövertagande blev han Tyska rikets minister i Sverige 1933–1943. Han greps 1946 av britterna och avled samma år i fångenskap. I sina memoarer beskriver Marie Elisabeth en uppväxt där hon flera gånger mötte de allra mest kända av de tyska nazisterna.

## Efter andra världskriget
Marie Elisabeth återvände till Sverige 1946, kraftigt påverkad av faderns bortgång och familjens nya situation. Hon fick nu mycket hjälp av kronprinsessan Louise, vilade upp sig på sjukhem och började sedan utbilda sig till kosmetolog. Den nära relationen till kungahuset skulle bli livslång och hon omnämndes inom familjen som Malibeth. Som sådan var hon en självklar gäst på alla större tillställningar, men också en privat vän i vardagen. När hon en kväll skulle berätta en godnattsaga för prinsessan Christina klagade flickan och sa att hon berättat samma saga annorlunda förra gången. För att bättre minnas sina sagor började Marie Elisabeth att skriva ner dem och med tiden prövade hon att få dem utgivna. Sammanlagt skulle det bli knappt tio titlar 1951–1971, flera av dem om Lilltrollet. 1981 utgav hon också en självbiografi med titeln En fläkt från det förgångna. Hon blev 1953 svensk medborgare och bodde i flera decennier på Karlaplan i Stockholm. Marie Elisabeth avled 1985 i Augsburg i Västtyskland.